# Władysław Żmuda
Władysław Antoni Żmuda és un exfutbolista polonès de la dècada de 1970.
Fou 91 cops internacional amb la selecció polonesa amb la qual participà en els Jocs Olímpics d'Estiu de 1976 i a la Copa del Món de Futbol de 1974, 1978, 1982 i 1986.
Pel que fa a clubs, defensà els colors de Motor Lublin, Gwardia Warsaw, Śląsk Wrocław, Widzew Łódź, Hellas Verona, New York Cosmos i US Cremonese.

## Referències

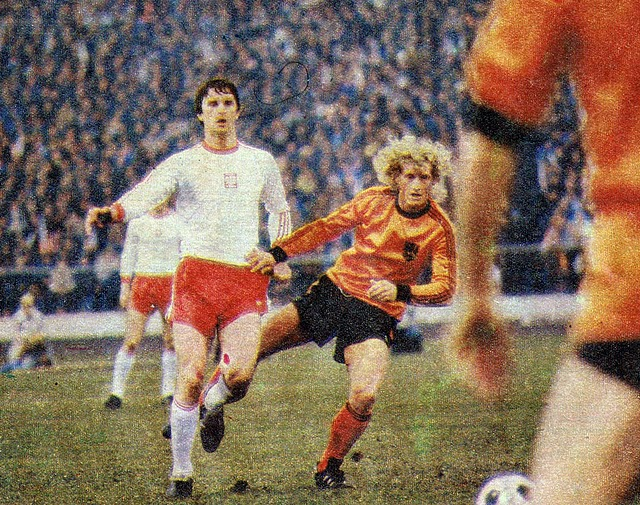
Władysław Żmuda i Kees Kist, Polònia vs Holanda 2-0, 1979.

## Palmarès
Śląsk Wrocław
- Ekstraklasa: 2009-10
- Copa polonesa de futbol: 1975-76

Widzew Łódź
- Ekstraklasa: 1980-81, 1981-82